# 傑森·T·史密斯
傑森·T·史密斯（英語：Jason T. Smith；1980年6月16日—）是美國的一位政治人物。自2013年開始，他是密蘇里州第8選舉區選出的美國眾議院議員。他的黨籍是共和黨。他是共和黨在眾議院內第二年輕的議員。